# Giuseppe Franzella
Giuseppe Franzella (Palermo, Italia, 7 de enero de 1972) es un dibujante de cómic italiano.

## Biografía
Estudió en la "Scuola del fumetto" de Milán. Tras haber vuelto a Palermo, inició a colaborar con una revista local, de la que ilustró varias portadas. Al mismo tiempo, trabajó para una agencia de publicidad. En 1997, se hizo notar por Michele Pepe, en ese entonces director artístico de la editorial Bonelli, y fue contratado como dibujante de una nueva historieta, Brendon. En 2015 dibujó una historia breve de Tex, la serie estrella de la Bonelli.
Desde 2004 es docente de la "Scuola del Fumetto" de su ciudad.

## Premios
- Premio di giuria “Rino Albertarelli”, Reggio Emilia 1999 (ANAFI)
- Premio Fumo di China "miglior esordiente" 1999